# Italienische Beteiligung am Krieg in Afghanistan

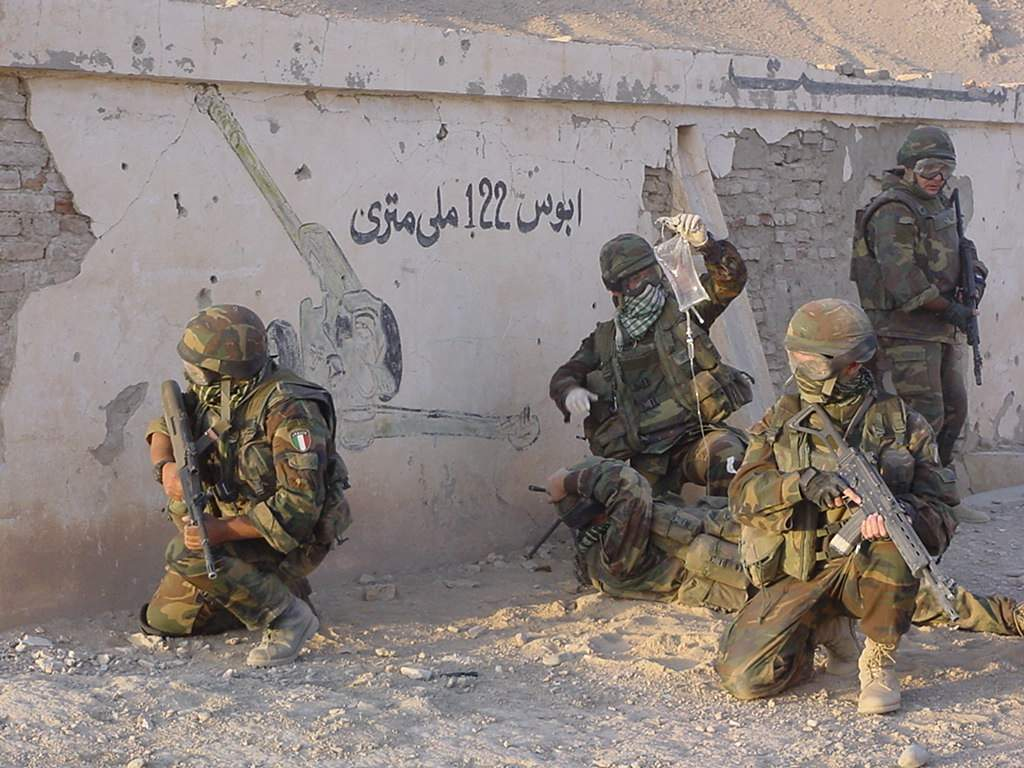
Alpini des 4. Regiments in Afghanistan; Italienische Armee

Die Beteiligung Italiens am Krieg in Afghanistan begann im Dezember 2001. Die Italienischen Streitkräfte beteiligten sich an der Operation Enduring Freedom und sind Teil der ISAF-Truppen, sowohl in der afghanischen Hauptstadt Kabul als auch im Westen des Landes.

## Einsatz
Bis zum 8. Juni 2013 sind in Afghanistan 48 Soldaten der Italienischen Streitkräfte zu Tode gekommen.
Das italienische Einsatzgebiet ist in vier Teilgebiete untergliedert. Die Task Force Nord ist stationiert in Bala Murghab in der Provinz Badghis, die Task Force Mitte in Shindand in der Provinz Herat und in der Provinz Farah die Task Force Süden in Farah und die Task Force Südost in Bakwa.

## Geschichte

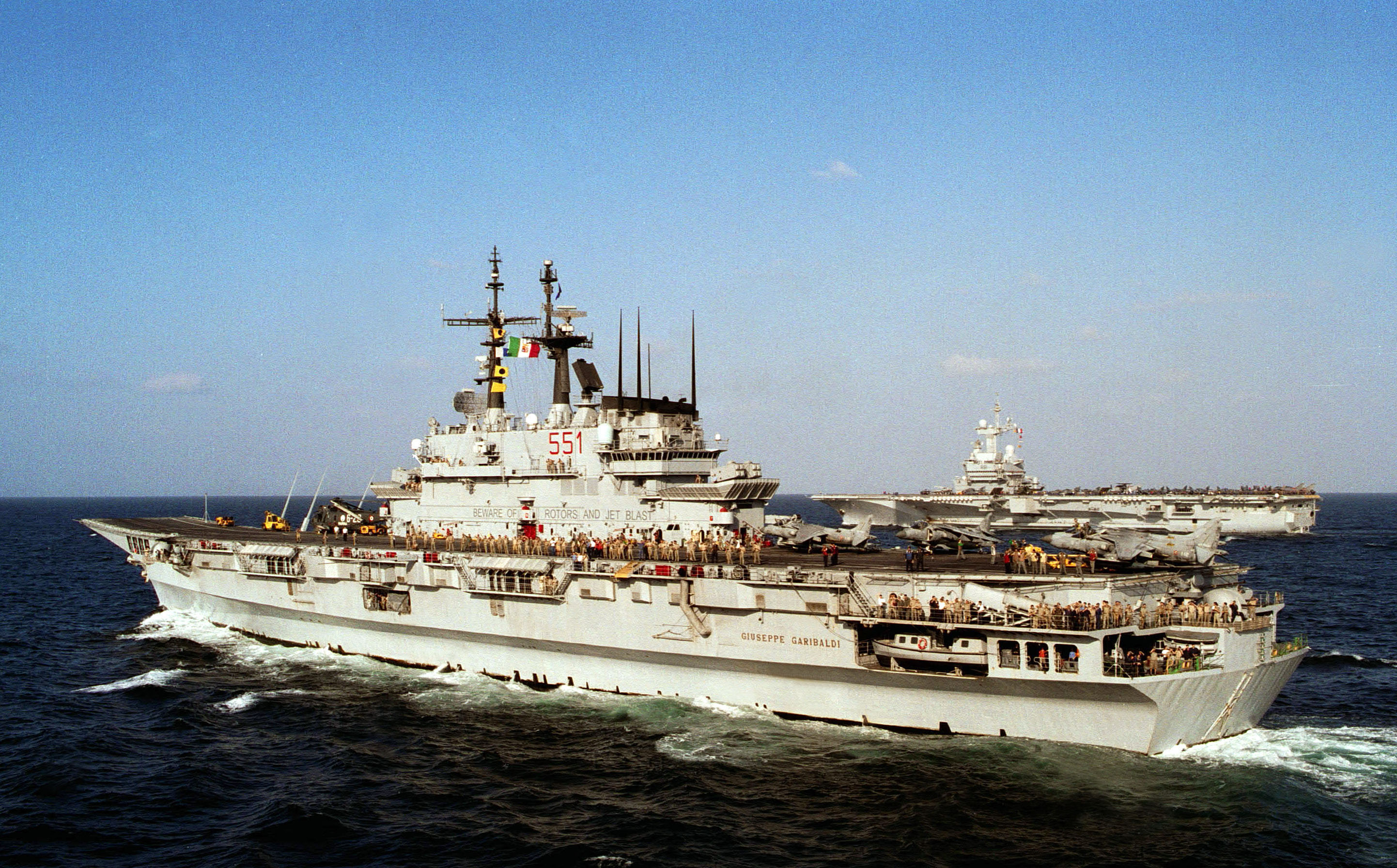
Die Giuseppe Garibaldi und im Hintergrund die französische Charles de Gaulle, 1. Februar 2002

Nachdem der UN-Sicherheitsrat am 20. Dezember 2001 ein Mandat (ISAF) beschlossen hatte, begann am 30. Dezember 2001 der Einsatz mit italienischen Seestreitkräften. Der italienische Flugzeugträger Giuseppe Garibaldi, die Fregatten Zeffiro und Aviere und ein Versorgungsschiff beteiligten sich an der internationalen Operation Herakles im nördlichen Indischen Ozean.
Vom 15. März 2003 bis zum 15. September 2003 waren italienische Soldaten der Task Forces Nibbio 1 und Nibeo 2 als Teil der US-geführten Operation Enduring Freedom im Osten Afghanistans, in der Nähe der Stadt Chost, stationiert. Die Task Force war auch bei der Operation Haven Denial (Provinz Paktia und Chost, Juli 2003) und der Operation Warrior Sweep (Provinz Paktia, Juli 2003) beteiligt.
Die italienischen Kontingente ITALFOR (ITALIAN FORCE), die unter ISAF-Kommando stehen und in den ersten Jahren Teil der Kabul Multinational Brigade waren, umfassten zeitweise etwa 1000 Soldaten, die auf dem italienischen Stützpunkt Camp Invictia in Kabul stationiert sind. Die Infanterie wird zum größten Teil von den Alpini gestellt.
Auf der Berlin Conference von 2004 übernahm Italien die Verantwortung (lead nation) für die Justiz in Afghanistan.
Am 1. April 2005 übernahm Italien das Regionale Wiederaufbauteam (PRT) in Herat von den Vereinigten Staaten und am 1. Juni 2005 übernahm Italien, in Person von Brigadegeneral Giuseppe Santangelo, die Führung des Regionalkommando West (RC-West) der ISAF. Die meisten NATO-Soldaten im RC-West sind Italiener und Spanier. Es gibt jeweils ein PRT in den Provinzen Herat, Ghor (Litauen), Farah (USA) und Badghis (Spanien).
Von August 2005 bis Mai 2006 war Generalleutnant Mauro Del Vecchio ISAF-Kommandeur (ISAF VIII). Das NATO Rapid Deployable Corps – Italy stellt den Stab.
Italien richtete am 2. und 3. Juli 2007 eine Afghanistan-Konferenz in Rom aus, in der über Rechtsstaatlichkeit in Afghanistan konferiert wurde. Für den Zeitraum von 2007 bis 2010 kündigte die EU an, 200 Millionen Euro dazu bereitzustellen.
Zur Präsidentschaftswahl in Afghanistan im August 2009 verstärkte Italien die eigene Truppenzahl um 400 Soldaten auf etwa 2.800, sie wurden in der Nähe des Flughafens von Shindand im Süden der Provinz Herat stationiert. Die anderen italienischen Truppen im Regionalkommando West waren in Herat und in Farah. In der Stadt Farah ist seit dem 15. September 2005 ein großes von den USA geführtes PRT.
Die Führung des multinationalen Regionalkommandos Hauptstadt (RC-Capital) wechselt seit 2006 zwischen Türkei, Frankreich und Italien. Vom 6. Dezember 2007 bis zum 5. August 2008 war Brigadegeneral Federico Bonato Kommandant des Regionalkommandos. In dieser Zeit wurde auch das Kontingent Italfor XVI vergrößert.

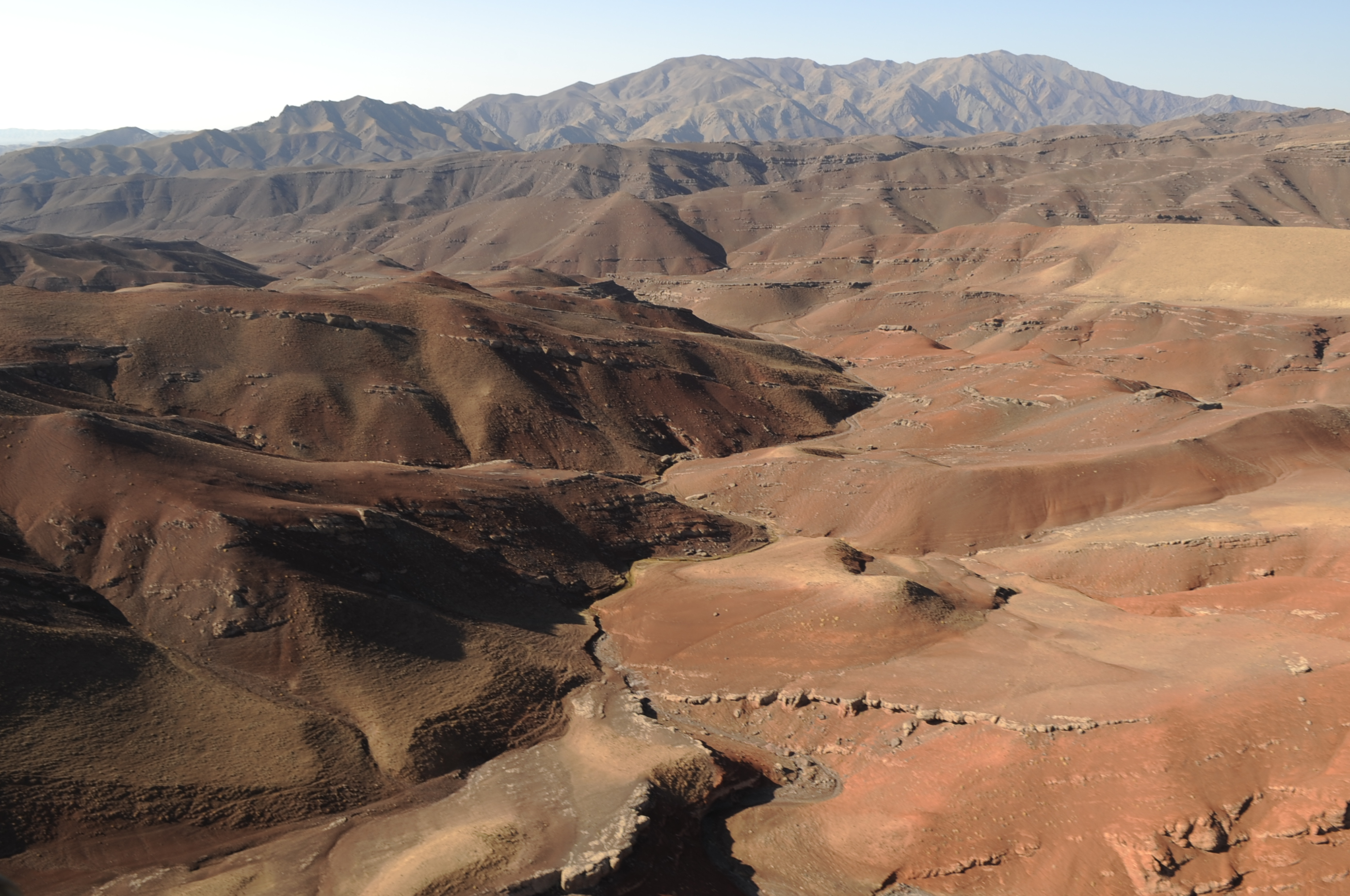
In der Nähe von Bala Murghab, Provinz Badghis

2008 gab es laut Dokumente von WikiLeaks Gerüchte, wonach Italien Schutzgeld gezahlt haben soll, doch zerstreute sich das 2009.
Seit Frühjahr 2007 begannen die Taliban in die Provinz Badghis und die Nachbarprovinz Faryab einzusickern. Dies galt insbesondere für die nördlichen Distrikte Murghab und Ghormach, an der Grenze zur Provinz Faryab, die mehrheitlich von Paschtunen (sonst leben hauptsächlich Tadschiken in der Provinz) bewohnt und weit vom nächsten zuständigen spanischen ISAF-Stützpunkt im Süden entfernt waren. Der Distrikt Ghormach wurde deshalb nach mehreren schweren Gefechten aus der Zuständigkeit des RC-W in die Zuständigkeit des RC-N übergeben (siehe auch Operation Karez) und in Murghab wurde ein Stützpunkt (Forward Operating Base Todd) neu aufgebaut, wo Italiener, US-Amerikaner und Afghanen stationiert wurden.
Am 20. September 2009 beging Italien einen nationalen Trauertag. Mit einem Staatsbegräbnis in der Basilika Sankt Paul vor den Mauern wurden sechs italienische Soldaten geehrt, die am 16. September bei einem Bombenanschlag in Kabul ums Leben kamen. Mit ihnen starben zehn Zivilisten und mindestens 50 Menschen wurden verletzt. Während der Trauerfeier wurde eine Botschaft von Papst Benedikt XVI. vorgelesen. Er schrieb: „Ich bete, damit Gott jeden Tag all jene Personen unterstützt, die für Solidarität und Frieden arbeiten.“ Anschließend wurde in ganz Italien eine Schweigeminute zu Ehren der Opfer eingehalten. Ebenfalls fand in allen italienischen Kasernen eine Trauerzeremonie für die gefallenen Soldaten statt. Am Tage zuvor verkündete der Papst beim sonntäglichen Angelus-Gebet, dass die Soldaten der ISAF-Truppe „arbeiten, um den Frieden und die Schaffung von Institutionen voranzutreiben, die so nötig sind für das menschliche Zusammenleben“. Am 18. September verlangte Umberto Bossi von der mitregierenden Lega Nord, dass bis Weihnachten alle italienischen Soldaten aus Afghanistan abgezogen werden sollen.
Nachdem US-Präsident Barack Obama die Zahl der US-Soldaten in Afghanistan 2009/10 erheblich vergrößerte, wurde die Zahl italienischer Soldaten noch einmal angehoben. Der italienische Verteidigungsminister Ignazio La Russa sagte im Mai 2010, dass die Zahl der Soldaten bis Jahresende von 3250 auf 4000 steigen wird.
Am 12. Oktober 2010 wurde erneut ein Staatsbegräbnis in der Basilika Sankt Paul vor den Mauern begangen. Es wurde vier italienischen Soldaten gedacht, die bei einem Sprengstoffanschlag in Afghanistan ums Leben gekommen waren. Teilnehmer waren unter anderem das Staatsoberhaupt Giorgio Napolitano, die Präsidenten der beiden Parlamente Gianfranco Fini und Renato Schifani und mehrere Mitglieder der Regierung.
Die afghanische Armee übernimmt die Kontrolle von Herat.
Italien beabsichtigt nach Angaben von Verteidigungsminister Ignazio La Russa am Jahresende 2011 mit dem stufenweisen Abzug aus Afghanistan, parallel zu dem der USA, zu beginnen.

## Diverses
- Seit 2006 ist die Guardia di Finanza in Herat aktiv. Dabei unterstützt die sogenannte Task Force Grifo die Afghanische Grenzpolizei und die Zollverwaltung.[20]
- Die Carabinieri, als Teil der Europäischen Gendarmerietruppe, stellen zwei Police Operational Mentoring Liaison Teams (POMLT) zur Ausbildung der afghanischen Polizeikräfte.
- Italien beteiligt sich mit Operational Mentoring Liaison Teams (OMLT) an der Ausbildung der Afghanischen Nationalarmee.

## Kosten
Seit 2002 hat Italien mehr als 370 Millionen Euro für technische und finanzielle Unterstützung Afghanistans aufgebracht.